# François d'Humières
 (février 2015).
Pour les autres membres de la famille, voir Famille d'Humières (Rouergue).
François d'Humières, né le 11 avril 1922 et mort le 31 janvier 1945, est un résistant et combattant français lors de la Seconde Guerre mondiale, mort pour la France le 31 janvier 1945, à Durrenentzen, dans le Haut-Rhin. Il a été fait Compagnon de la Libération à titre posthume par décret du 17 novembre 1945.

## Biographie

### Jeunesse et études
François d'Humières naît le 11 avril 1922 à Berlin, où son père est membre de la Commission des réparations. Il est le fils d'André d'Humières (1887-1975), capitaine de l'armée de l'air, ancien pilote de chasse pendant la Première Guerre mondiale, chevalier de la Légion d'honneur, et de Georgette de Ravinel, (1890-1961). Il a six frères et sœurs. La famille d'Humières est une famille subsistante de la noblesse française, originaire du Rouergue.
En 1942, à l'âge de 20 ans, François d'Humières est inscrit à l'École libre des sciences politiques. 

### Parcours dans la Résistance
Avec quelques camarades étudiants, il prend part à la Résistance, sous le pseudonyme de Frédéric.
Très actif, il participe à la création de  la cellule OCMJ (Organisation civile et militaire Jeune), du réseau OCM, composée principalement d'étudiants, spécialisée dans plusieurs domaines. D'abord celui de la formation des combattants de l'ombre, par des cours de sabotage et l'entrainement au tir. Puis, dans la lutte contre le Service du travail obligatoire (STO), en organisant le passage des réfractaires au maquis ou en Espagne.
En juin 1944, François d'Humières est nommé chef du 4e Bureau de l'OCMJ. 
Le 14 août 1944, il prend part aux combats de la libération de Paris. Au quartier Saint-Michel, il attaque une voiture militaire allemande au fusil-mitrailleur et met deux officiers allemands définitivement hors de combat.
À l'automne 1944, il se porte volontaire comme sous-lieutenant, pour participer à la guerre de libération de la France dans les Commandos de France de la 1re division française libre. 
Le 31 janvier 1945, il meurt au combat à la tête de son unité à Durrenentzen, dans le Haut-Rhin.

## Décorations
- Chevalier de la Légion d'honneur
- Compagnon de la Libération à titre posthume par décret du 17 novembre 1945[4]
- Croix de guerre 1939–1945

## Hommages
La commune de Durrenentzen a donné le nom de François d'Humières à l'une de ses rues et a rendu hommage aux soldats du  bataillon de choc morts au combat du 31 janvier 1945, lors de la cérémonie du 70e anniversaire organisée le 31 janvier 2015.
La commune de Neuilly-sur-Seine (où il habitait avec sa famille pendant la Seconde Guerre mondiale) lui a rendu hommage en lui donnant le nom d'un square dans l'île de la Jatte.